# معدل مستقبل
معدلات المستقبلات أو محورات المستقبلات (بالإنجليزية: Receptor modulator)‏ أو ربيطة مستقبلات (بالإنجليزية: receptor ligand)‏ هي نوع من الأدوية التي ترتبط بالمستقبلات وتنظمها. هذه الأدوية عبارة عن روابط وتشمل ناهضات مستقبلات ومناهضات مستقبلات بالإضافة لناهضات مستقبلات جزئية وناهضات معكوسة ومعلات تفارغية.